# Marathon van Berlijn 1983
De marathon van Berlijn 1983 werd gelopen op zondag 25 september 1983. Het was de tiende editie van deze marathon. Van de 6.270 ingeschreven marathonlopers, afkomstig uit 45 landen, behaalden 5.136 atleten de finish.
De Belg Karel Lismont zegevierde bij de mannen in 2:13.37. Bij de vrouwen werd de wedstrijd gewonnen door de Britse Karen Goldhawk in 2:40.32. De eerste rolstoeldeelnemer die over de finish kwam was Gregor Golombek uit Duitsland. Hij had 1:55.10 nodig voor de wedstrijd. Deze editie nam er voor het eerst een vrouw deel bij de rolstoelwedstrijd. Dat was Gabriele Beyer en zij kwam in 2:51.12 over de finish.

## Uitslagen
Mannen
| rang   | naam               | land | tijd    |
| ------ | ------------------ | ---- | ------- |
| Goud   | Karel Lismont      | BEL  | 2:13.37 |
| Zilver | James Ashworth     | ENG  | 2:14.01 |
| Brons  | Werner Meier       | SUI  | 2:15.06 |
| 4      | Franz Homberger    | GER  | 2:15.27 |
| 5      | Wiktor Sawicki     | POL  | 2:16.15 |
| 6      | Jonathan Kilsby    | ENG  | 2:17.31 |
| 7      | Paul Campbell      | ENG  | 2:18.52 |
| 10     | Istvan Denes       | GER  | 2:21.31 |
| 11     | Richard Umberg     | SUI  | 2:21.55 |
| 12     | Wojciech Ratkowski | POL  | 2:22.08 |
| 13     | Kazimierz Marczuk  | POL  | 2:22.10 |
| 14     | Norbert Bollweg    | GER  | 2:22.18 |
| 23     | Lutz Philipp       | GER  | 2:25.17 |
| 25     | Jan-Ivar Westlund  | SWE  | 2:26.53 |

Vrouwen
| rang   | naam               | land | tijd    |
| ------ | ------------------ | ---- | ------- |
| Goud   | Karen Holdsworth   | ENG  | 2:40.32 |
| Zilver | Jean Lochhead      | WAL  | 2:43.56 |
| Brons  | Renata Walendziak  | POL  | 2:44.07 |
| 4      | Else Ulrich        | DEN  | 2:49.03 |
| 5      | Helen Comsa        | SUI  | 2:51.34 |
| 6      | Angelika Brandt    | GER  | 2:52.14 |
| 9      | Mathilde Heuing    | GER  | 2:54.31 |
| 10     | Anna Krol          | POL  | 2:56.30 |
| 11     | Eroica Staudenmann | SUI  | 2:57.19 |
| 12     | Françoise Nicolas  | FRA  | 2:58.09 |

1974 ·
1975 ·
1976 ·
1977 ·
1978 ·
1979 ·
1980 ·
1981 ·
1982 ·
1983 ·
1984 ·
1985 ·
1986 ·
1987 ·
1988 ·
1989 ·
1990 ·
1991 ·
1992 ·
1993 ·
1994 ·
1995 ·
1996 ·
1997 ·
1998 ·
1999 ·
2000 ·
2001 ·
2002 ·
2003 ·
2004 ·
2005 ·
2006 ·
2007 ·
2008 ·
2009 ·
2010 ·
2011 ·
2012 ·
2013 ·
2014 ·
2015 ·
2016 ·
2017 ·
2018